# Coelogyne picta
Coelogyne picta é uma espécie de orquídea epífita, família Orchidaceae, originária do norte de Myanmar.